# Новые Пески (Курганская область)
Новые Пески — село в Мишкинском районе Курганской области России. Административный центр и единственный населенный пункт Новопесковского сельсовета.

## География
Село находится в западной части Курганской области, в лесостепной зоне, у озера Новопесковское, на расстоянии примерно 46 километров (по прямой) к северу от Мишкина, административного центра района.
Климат
Климат характеризуется как континентальный, с недостаточным увлажнением, холодной малоснежной зимой и тёплым сухим летом. Среднегодовая температура воздуха — 2,1 °С. Средняя максимальная температура воздуха самого тёплого месяца (июля) составляет 23 — 26 °C. Безморозный период длится в течение 115—119 дней в году. Среднегодовое количество атмосферных осадков составляет 370—380 мм.

## История
До 1917 года входило в состав Батуринской волости Шадринского уезда Пермской губернии. По данным на 1926 год село Ново-Песковское состояло из 219 хозяйств. В административном отношении являлось центром Ново-Песковского сельсовета Батуринского района Шадринского округа Уральской области.

## Население
| 1989 | 2002 | 2010 | 2012 | 2013 | 2014 | 2015 |
| ---- | ---- | ---- | ---- | ---- | ---- | ---- |
| 524  | ↘363 | ↘243 | ↘231 | ↘210 | ↘191 | ↘186 |
| 2016 | 2017 | 2018 | 2019 | 2020 |      |      |
| ↗189 | ↗193 | ↘187 | →187 | ↘179 |      |      |

По данным переписи 1926 года в селе проживало 960 человек (439 мужчин и 521 женщина), в том числе: русские составляли 100 % населения.
Национальный состав
Согласно результатам Всероссийской переписи населения 2002 года, в национальной структуре населения русские составляли 93 %